# Big L
Big L, de son vrai nom Lamont Coleman (né le 30 mai 1974 à Harlem et décédé le 15 février 1999 à Harlem), est un rappeur américain. Il grandit à l'intersection de Lenox Avenue et de la 139th West, quartier à majorité afro-américaine de Harlem à New York, longtemps appelé « The Danger Zone ». Coleman publie son premier album, Lifestylez ov da Poor and Dangerous, en 1995 et contribue significativement à la scène hip-hop underground. En 1998, il fonde Flamboyant Entertainment, son propre label discographique indépendant, dans lequel il publie l'un de ses célèbres singles, Ebonics en 1998.
Le 15 février 1999, Coleman est assassiné lors d'un drive-by shooting à Harlem. Son deuxième album, The Big Picture, est publié par le manager de Coleman, Rich King, à titre posthume l'année suivante. Il est finalement certifié disque d'or par la Recording Industry Association of America (RIAA). Trois albums posthumes sont depuis publiés par Rich King et son frère, Donald.

## Biographie

### Jeunesse
Né Lamont Coleman à Harlem, New York, le 30 mai 1974, il est le troisième et plus jeune fils de Gilda Terry (décédée en 2008) et Charles Davis. Son père quitte le foyer familial lorsque Coleman est enfant. Il a deux frères, Donald et Leroy Phinazee (décédé en 2002), qui étaient les enfants de Gilda Terry et Mr. Phinazee. Enfant, Coleman est surnommé Little L et « 'mont 'mont »,. À 12 ans, Coleman devient un adepte du hip-hop et se lance dans le freestyle dans son quartier,. Il fonde le groupe Three the Hard Way en 1990, mais est rapidement dissous par manque d'enthousiasme. Il se composait de Coleman, d'un « Doc Reem », et d'un « Rodney ». Le groupe ne sort aucun album, et se renomme par la suite Two Hard Motherfuckers après le départ de Rodney. À cette période, ses voisins commencent à le surnommer « Big L ». Durant l'été 1990, Coleman fait la rencontre de Lord Finesse lors d'une séance d'autographes au 125th Street,. Après avoir effectué un freestyle, Finesse et Coleman s'échangent leurs numéros.
Jeune, Coleman étudie à la Julia Richman High School. Au lycée, Coleman fait des battles dans sa ville. Il obtient son diplôme en 1992.

### Débuts et signature (1991–1993)
Coleman se lance dans l'écriture en 1990. En 1991, il enregistre quelques démos, dont certaines seront incluses dans son premier album Lifestylez ov da Poor and Dangerous ; il fonde également le groupe de rap Children of the Corn (en) (COC) avec Killa Cam, Murda Mase, et Bloodshed,. Le 11 février, Coleman participe au Yo! MTV Raps avec Lord Finesse en soutien au premier album de ce dernier, Return of the Funky Man. La première apparition professionnelle de Coleman s'effectue sur le titre Yes You May (Remix), la face B de Party Over Here (1992) de Lord Finesse, et sa première apparition sur un album s'effectue sur le titre Represent de l'album Runaway Slave de Showbiz and A.G. (1992). La même année, il remporte une battle amateur de près de 2 000 participants, organisée par Nubian Productions. En 1993, Coleman signe avec le label Columbia Records. En ce temps, L se joint au collectif hip-hop de Lord Finesse, Diggin' in the Crates Crew (DITC) qui se composait de Lord Finesse, Diamond D, O.C., Fat Joe, Buckwild, Showbiz, et A.G.
Quelque part en 1993, Coleman publie son premier single promotionnel, Devil Son, et l'auto-proclame premier titre mondial orienté horrorcore. Il explique avoir écrit cette chanson selon ses termes : « J'ai toujours aimé les films d'horreur. En plus, les trucs que je voyais à Harlem étaient très flippants. Alors j'ai tout regroupé dans un titre. » Le 18 février 1993, Coleman joue sur scène à l'Uptown Lord Finesse Birthday Bash  aux côtés de Fat Joe, Nas, et Diamond D.

### Lifestylez ov da Poor and Dangerous(1994–1995)
En 1994, il publie son second single promotionnel Clinic. Le 11 juillet 1994, Coleman publie la version radio de Put It On, et publie trois mois plus tard la vidéo. En 1995, la vidéo du single No Endz, No Skinz, réalisée par Brian Luvar, est publiée.
Son premier album, Lifestylez ov da Poor and Dangerous, est publié en mars 1995. L'album débute 149e du classement Billboard 200, et 22e des Top R&B/Hip-Hop Albums. Lifestylez compte 200 000 exemplaires écoulés en 2000. Trois singles extraits de l'album sont publiés ; les deux premiers Put It On et M.V.P., atteignent le top 25 des Billboard Hot Rap Songs, et le troisième No Endz, No Skinz n'atteint aucun classement,. Il est noté de trois étoiles par AllMusic.

### Renvoi de Columbia (1996–1997)
En 1996, Coleman est renvoyé du label Columbia principalement à cause de débats houleux entre son style de rap et l'équipe de production du label. Il explique : « j'étais là avec des gens qui ne connaissaient rien à ma musique. » En 1997, il se lance dans son deuxième album, The Big Picture. COC est dissout après le décès de Bloodshed dans un accident de voiture le 2 mars 1997. DITC fait la couverture du magazine On The Go en juillet. Coleman participe au single Dangerous d'O.C. issu de son deuxième album Jewelz. En novembre, il joue à la tournée European Jewlez Tour d'O.C. Aux alentours de 1998, Coleman lance son propre label discographique indépendant, Flamboyant Entertainment. Selon The Village Voice, il « devait rendre hommage au hip-hop qui était publié sans sample ou hook RnB issu du top 40. » Il publie le single Ebonics en 1998. DITC publie son premier single, Dignified Soldiers, cette année.
Coleman attire l'attention de Damon Dash, le CEO du label Roc-A-Fella Records, après la publication d'Ebonics. Dash tente de le recruter chez Lamont to Roc-A-Fella, mais Coleman cherche d'abord à faire signer son groupe. Le 8 février 1999, Coleman, Herb McGruff, C-Town, et Jay-Z signent avec Roc-A-Fella Records en tant que groupe appelé The Wolfpack,.

### Décès
Le 15 février 1999, Big L est tué au 45 West 139th Street, dans son quartier natal d'Harlem, après avoir reçu neuf balles dans la tête et dans la poitrine lors d'un drive-by shooting,,. Gerard Woodley, un ami d'enfance de Big L, est appréhendé en mai cette même année. « Il est possible que cela soit une sorte de vengeance pour quelque chose que son frère Leroy [celui de Big L] aurait fait, ou qu'il [Woodley] accuse d'avoir fait », explique un porte-parole du New York City Police Department. Woodley est ensuite libéré, sa libération faisant polémique, et l'affaire reste non élucidée. Le 24 juin 2016, ce dernier est à son tour assassiné par balle dans les rues de Harlem sans qu'aucun lien entre sa mort et celle de Big L n'ait pu être établi. Big L est enterré au George Washington Memorial Park de Paramus, dans le New Jersey. Son frère, assassiné trois ans plus tard, repose en ce même lieu.

## Parcours posthume
Les titres Get Yours, Way of Life, et Shyheim's Manchild b/w Furious Anger sont publiés dans l'album homonyme de D.I.T.C. en 2000, distribué par le label Tommy Boy Records,. L'album atteint la 31e place des  R&B/Hip-Hop Albums, et la 141e place du Billboard 200. Le premier single posthume de Coleman s'intitule Flamboyant b/w On the Mic, publié le 30 mai 2000. Le single atteint la 35e des Billboard Hot R&B/Hip-Hop Songs, et la première place des Hot Rap Tracks.
Le deuxième et dernier album de Coleman, The Big Picture, est publié le 1er août 2000 et fait participer Fat Joe, Guru de Gang Starr, Kool G Rap, 2Pac et Big Daddy Kane. The Big Picture est publié par son manager et partenaire de Flamboyant Entertainment, Rich King. Il contient les chansons instrumentales et a cappella jamais publiées. The Big Picture débute à la 30e place du Billboard 200, deuxième des Top R&B/Hip-Hop Albums, et compte 72 549 exemplaires vendus. L'album est certifié disque d'or par la RIAA pour 500 000 exemplaires écoulés. The Big Picture est le seul titre de Big L à atteindre les classements internationaux (122e de l'UK Albums Chart).

## Discographie

### Albums studio
- 1995 : Lifestylez ov da Poor & Dangerous
- 2000 : The Big Picture

### Album live
- 1994 : Big L featuring AG - Live From Amsterdam

### Albums posthumes
- 2010 : 139 and Lenox
- 2010 : Return of the Devil's Son
- 2011 : The Danger Zone
- 2012 : L Corleone

### Compilations
- 2000 : D.I.T.C. (en collaboration avec Diggin' in the Crates Crew)
- 2001 : Harlem's Finest - A Freestyle History (non officiel)
- 2003 : Harlem's Finest - A Freestyle History Vol. I and II (non officiel)
- 2006 : The Archives 1996-2000
- 2008 : Real Legends Never Die

### Singles
- Fall Back (feat. Kool G. Rap)
- Ebonics
- Flamboyant
- The Enemy (feat. Fat Joe)
- Platinum Plus (feat. Big Daddy Kane)
- Holdin It Down
- The Heist
- Put It On
- The Triboro (feat. OC, Fat Joe, & Remy Martin)
- 5 Fingas of Death, by D.I.T.C (Big L, Lord Finesse, Fat Joe, AG & Diamond D)
- School Dayz
- 7 Minute Freestyle (ft. Jay Z)
- Da Graveyard (ft. Lord Finesse, Mic Nut, Jay-Z, Party Arty, Y.U.)
- The Devils Son
- MVP
- Street Struck

### Titres non commercialisés
- Clinic (Should of Wore A Rubber)
- Times Is Hard on the Boulevard
- Holdin It Down (Album Cut)
- Devil's Son
- Work Is Never Done
- Life Or Death
- Stretch & Bobbito '95 Freestyle (feat. Jay-Z)
- Children of the Corn (Big L, Killa Cam aka Cam'ron, Murda Mase aka Ma$e, Herb Mc Gruff & Bloodshed)
- The Corn (w/ Cam'ron, Mase & Bloodshed)
- Down & Out (w/ Bloodshed, Cam'ron and Mase)
- Doin' It (w/ Cam'ron, Bloodshed & Mase)
- Harlem USA (w/ Cam'ron & Bloodshed)
- Don't Sleep (w/ Cam'ron and Bloodshed)
- Biscuits And Bangers (w/ Cam'ron & Bloodshed)
- Give Up The Game (w/ Cam'ron & Bloodshed)
- I Remember When (w/ Cam'ron & Bloodshed)
- Hard To Get By (w/ Cam'ron & Bloodshed)
- Don't Sleep (w/ Cam'ron and Bloodshed)

### Clips
- Put It On
- MVP
- No Endz No Skinz
- Holdin It Down (posthumous)
- Fat Beats Radio DVD Freestyle
- Croatia Freestyle